# Osteobrama vigorsii
Osteobrama vigorsii är en fiskart som först beskrevs av Sykes, 1839.  Osteobrama vigorsii ingår i släktet Osteobrama och familjen karpfiskar. IUCN kategoriserar arten globalt som livskraftig. Inga underarter finns listade i Catalogue of Life.